# Râul Obârșița
Râul Obârșița este un afluent al râului Valea Mare. 

## Hărți
- Harta Județului Brașov